# Antonio de Ulloa
Pour les articles homonymes, voir Ulloa (homonymie).
Antonio de Ulloa, né à Séville le 12 janvier 1716 et mort le 3 juillet 1795 à Cadix, explorateur, astronome, écrivain, militaire et gouverneur espagnol de la Louisiane.

## Biographie
En 1733, Ulloa s'engage dans la marine espagnole.
En 1735, Ulloa et son ami Jorge Juan y Santacilia deviennent membres de l'expédition géodésique française organisée par l'Académie des sciences de France et dirigée par le mathématicien, physicien et hydrographe français Pierre Bouguer. Afin de compenser leur jeune âge, Philippe V les promeut lieutenants de vaisseau du corps des gardes de la marine d'Espagne. Ulloa débarque en Équateur où l'équipe scientifique française mesure le degré d'arc de méridien au niveau de l'équateur.
Il y reste de 1736 à 1744, période durant laquelle les deux scientifiques espagnols redécouvrent, à partir du platine natif martelé de manière pratique par les Amérindiens et surtout par les habitants de culture métisse, le métal platine qui est plus tard considéré par Wollaston comme un élément chimique. En 1745, après avoir terminé leurs travaux scientifiques, Ulloa et Jorge Juan retournent en Espagne, sur des navires différents afin de minimiser le danger de perdre les fruits importants de leurs travaux. Le navire sur lequel Ulloa voyage est capturé par les Britanniques et il est fait prisonnier en Angleterre. Dans ce pays, grâce à ses connaissances scientifiques, il gagne l'amitié des hommes de science et est nommé membre de la Royal Society de Londres. En peu de temps, par l'influence du président de cette société, il est libéré et peut retourner en Espagne en 1746 où il publie ses relations de voyage en 1748. Ulloa participe à la création du premier musée d'histoire naturelle d'Espagne, du premier laboratoire métallurgique espagnol, et de l'observatoire de Cadix.
En 1751, il devient membre de l'Académie royale des sciences de Suède.
En 1758, il s'en retourne en Amérique du Sud, au Pérou, où il devient gouverneur de Huancavelica. Il devient le dirigeant des mines d'argent de la région jusqu'en 1764.
Le 5 mars 1766, il débarque à La Nouvelle-Orléans comme gouverneur de la Louisiane française. Mais les Franco-louisianais refusent la domination espagnole et se révoltent. La rébellion de La Nouvelle-Orléans précipite le départ de Ulloa de Louisiane vers l'Espagne.
Entre 1776 et 1778, il participe à l'organisation de la flotte de la vice-royauté de Nouvelle-Espagne (aujourd'hui le Mexique) et la création d'un chantier naval à Veracruz.
En 1779, il est nommé lieutenant-général de la marine espagnole.
En 1784, il publie, à Madrid, ses travaux scientifiques dans un ouvrage intitulé Relación histórica del viaje á la América Meridional.
Ulloa meurt le 3 juillet 1795 à Cadix.

## Hommages
En 2016, l'Espagne a publié un timbre en hommage à Antonio de Ulloa.